# Стас Подлипський
Стас Подлипський ( Подлипський Станіслав Валентинович, нар. 23 травня 1969, Одеса ) — український художник-концептуаліст, музикант, композитор та поет, одна з ключових постатей одеського  та московського андеграунду кінця XX — початку XXI століття. Засновник груп « Діти на траві » та « Клуб Похмурих Облич », учасник арт-групи « Фурманний провулок »  . Автор образотворчих робіт, що перебувають у музейних та приватних колекціях України та за кордоном.